# Tournelon Blanc
Le Tournelon Blanc est un sommet des Alpes valaisannes, en Suisse, situé dans le canton du Valais, qui culmine à 3 700 m d'altitude.
Situé au nord du Grand Combin, dont il est l'une des plus hautes antécimes, il domine le lac de Mauvoisin à l'est et le bassin du glacier de Corbassière à l'ouest. Un glacier couvre son versant nord,.

## Toponymie
Le nom « Tournelon » vient de turra ou thure qui signifie « altitude » ou « éminence » dans les patois régionaux.